# Gouvernement Poul Nyrup Rasmussen III
 (août 2023).
Si vous disposez d'ouvrages ou d'articles de référence ou si vous connaissez des sites web de qualité traitant du thème abordé ici, merci de compléter l'article en donnant les références utiles à sa vérifiabilité et en les liant à la section « Notes et références ».
Royaume de Danemark
Nyrup Rasmussen II Nyrup Rasmussen IV
Le cabinet Poul Nyrup Rasmussen III (Regeringen Poul Nyrup Rasmussen III, en danois) est le gouvernement du royaume de Danemark entre le 30 décembre 1996 et le 23 mars 1998, durant la soixante-deuxième législature du Folketing.

## Coalition et historique
Dirigé par le Premier ministre social-démocrate sortant, Poul Nyrup Rasmussen, il est formé d'une coalition de centre gauche entre les Sociaux-démocrates (SD) et le Parti social-libéral danois (RV), qui disposent ensemble de 70 députés sur 179 au Folketing, soit 39,1 % des sièges. Il bénéficie du soutien du Parti populaire socialiste (SF), de la Liste de l'unité (EL) et de deux indépendants, qui détiennent ensemble 21 sièges. La majorité gouvernementale dispose donc de 91 députés sur 179 au Folketing, soit 50,8 % des sièges.
Il a été formé à la suite de la décision des Démocrates du centre (CD) de se retirer de l'alliance au pouvoir, critiques des concessions du Premier ministre à la Liste de l'unité. À la suite des élections législatives anticipées du 11 mars 1998, la majorité parlementaire a été reconduite, permettant la formation du cabinet Poul Nyrup Rasmussen IV.

## Composition
- Les nouveaux ministres sont indiqués en gras, ceux ayant changé d'attributions en italique.

| Fonction                                                                          | Titulaire | Titulaire             | Parti |
| --------------------------------------------------------------------------------- | --------- | --------------------- | ----- |
| Premier ministre                                                                  |           | Poul Nyrup Rasmussen  | SD    |
| Ministre de l'Économie Ministre de la Coopération nordique                        |           | Marianne Jelved       | RV    |
| Ministre des Finances                                                             |           | Mogens Lykketoft      | SD    |
| Ministre des Affaires étrangères                                                  |           | Niels Helveg Petersen | RV    |
| Ministre de l'Environnement et de l'Énergie                                       |           | Svend Auken           | SD    |
| Ministre de la Coopération pour le développement                                  |           | Poul Nielson          | SD    |
| Ministre de l'Éducation Ministre des Affaires ecclésiastiques                     |           | Ole Vig Jensen        | RV    |
| Ministre de l'Intérieur et de la Santé Ministre de la Santé (jusqu'au 20/10/1997) |           | Birte Weiss           | SD    |
| Ministre de l'Intérieur (à partir du 20/10/1997)                                  |           | Thorkild Simonsen     | SD    |
| Ministre du Logement                                                              |           | Ole Løvig Simonsen    | SD    |
| Ministre de la Défense                                                            |           | Hans Hækkerup         | SD    |
| Ministre de la Recherche                                                          |           | Jytte Hilden          | SD    |
| Ministre des Affaires sociales                                                    |           | Karen Jespersen       | SD    |
| Ministre de la Justice                                                            |           | Frank Jensen          | SD    |
| Ministre de l'Alimentation, de l'Agriculture et de la Pêche                       |           | Henrik Dam Kristensen | SD    |
| Ministre de la Fiscalité                                                          |           | Carsten Koch          | SD    |
| Ministre du Commerce                                                              |           | Jan Trøjborg          | SD    |
| Ministre des Transports                                                           |           | Bjørn Westh           | SD    |
| Ministre de la Culture                                                            |           | Ebbe Lundgaard        | RV    |
| Ministre du Travail                                                               |           | Jytte Andersen        | SD    |

## Féminisation du gouvernement
Lors de sa formation, le cabinet contient cinq femmes ministres, sur un total de dix-neuf portefeuilles ministériels.